# Crataegus limata
Crataegus limata är en rosväxtart som beskrevs av Chauncey Delos Beadle. Crataegus limata ingår i Hagtornssläktet som ingår i familjen rosväxter. Inga underarter finns listade i Catalogue of Life.